# Бурдет
Бурде́т (фр. Bourdettes) — коммуна во Франции, находится в регионе Аквитания. Департамент — Атлантические Пиренеи. Входит в состав кантона Узом, Гав и Рив-дю-Не. Округ коммуны — По.
Код INSEE коммуны — 64145.

## География

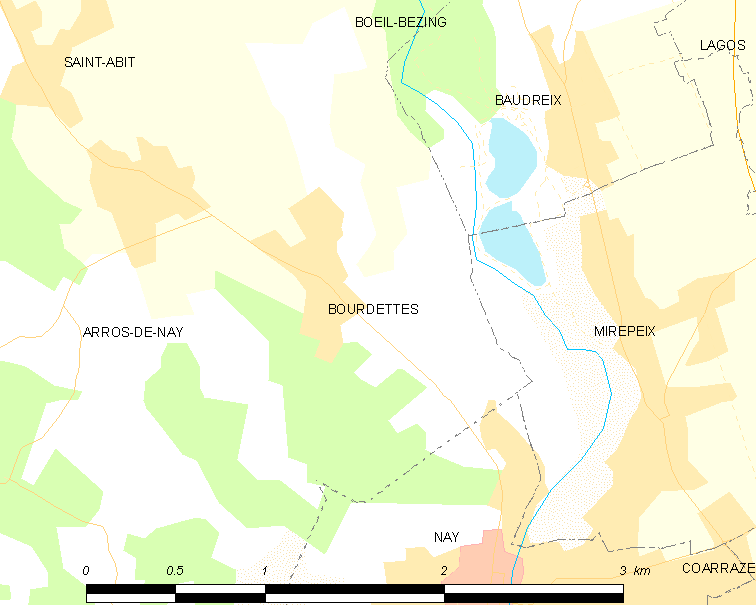
Карта коммуны

Коммуна расположена приблизительно в 660 км к югу от Парижа, в 185 км южнее Бордо, в 14 км к юго-востоку от По.
На северо-востоке коммуны протекает река Гав-де-По.

### Климат
Климат тёплый океанический. Зима мягкая, средняя температура января — от +5°С до +13°С, температуры ниже −10 °C бывают редко. Снег выпадает около 15 дней в году с ноября по апрель. Максимальная температура летом порядка 20-30 °C, выше 35 °C бывает очень редко. Количество осадков высокое, порядка 1100 мм в год. Характерна безветренная погода, сильные ветры очень редки.

## Население
Население коммуны на 2010 год составляло 412 человек.
| 1962 | 1968 | 1975 | 1982 | 1990 | 1999 | 2010 |
| ---- | ---- | ---- | ---- | ---- | ---- | ---- |
| 174  | 216  | 204  | 187  | 297  | 320  | 412  |

## Администрация
| Период | Период | Фамилия      | Партия | Примечания |
| ------ | ------ | ------------ | ------ | ---------- |
| 2001   | 2014   | Филипп Барей |        |            |
| 2014   | 2020   | Филипп Лакру |        |            |

## Экономика
В 2010 году среди 255 человек трудоспособного возраста (15-64 лет) 203 были экономически активными, 52 — неактивными (показатель активности — 79,6 %, в 1999 году было 67,1 %). Из 203 активных жителей работали 192 человека (99 мужчин и 93 женщины), безработных было 11 (6 мужчин и 5 женщин). Среди 52 неактивных 19 человек были учениками или студентами, 19 — пенсионерами, 14 были неактивными по другим причинам.

## Фотогалерея

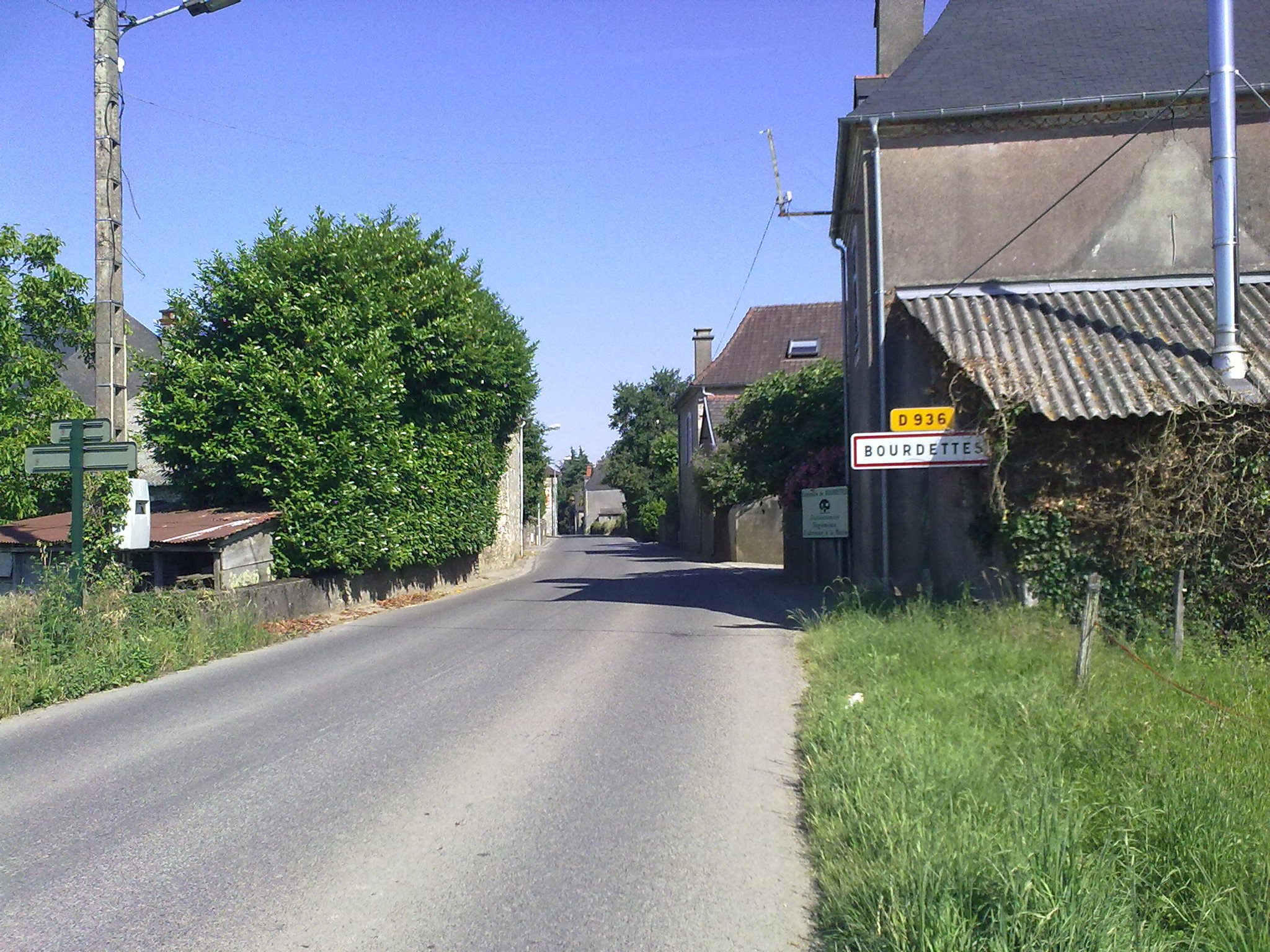
Въезд в Бурдет
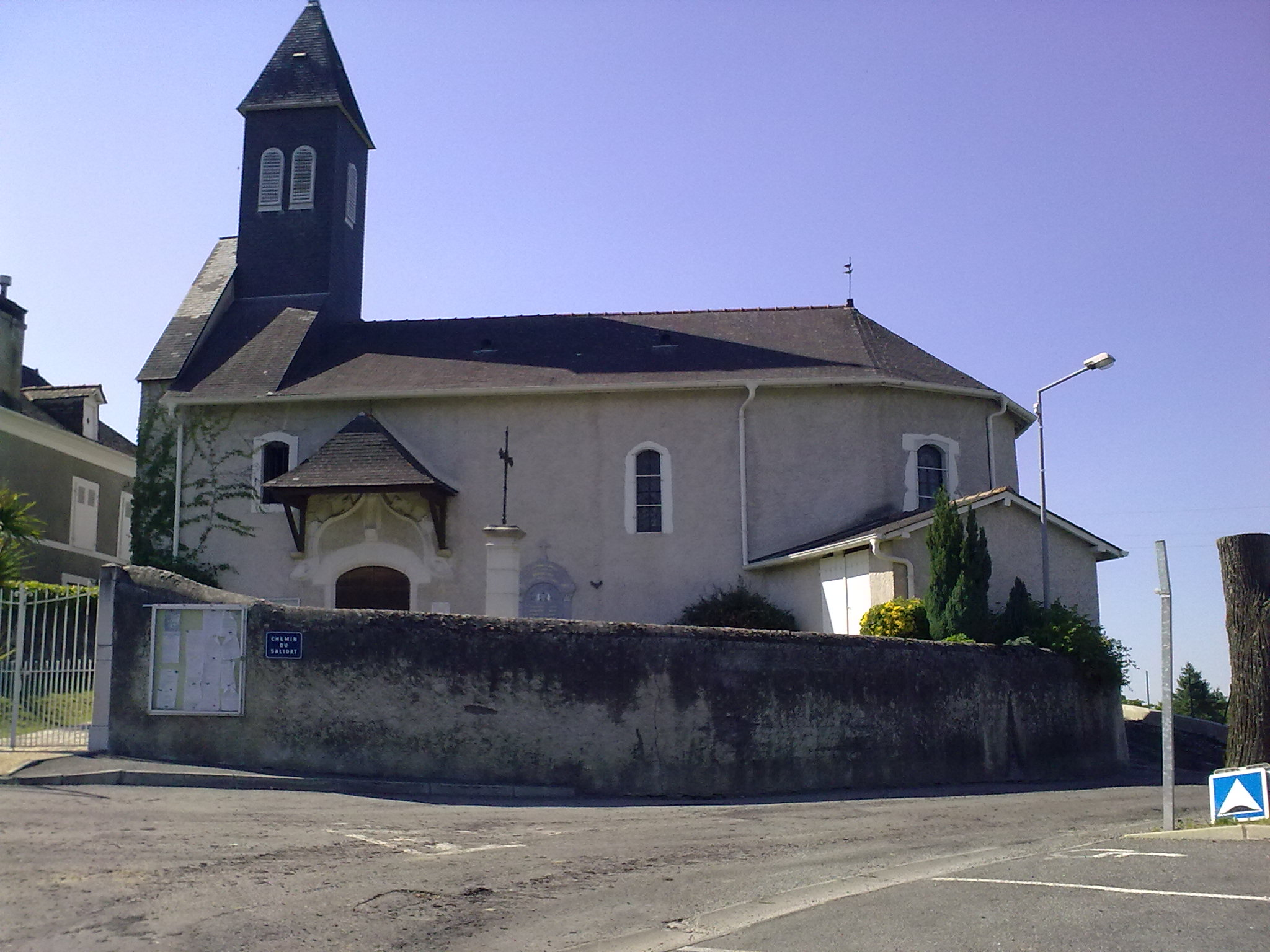
Церковь
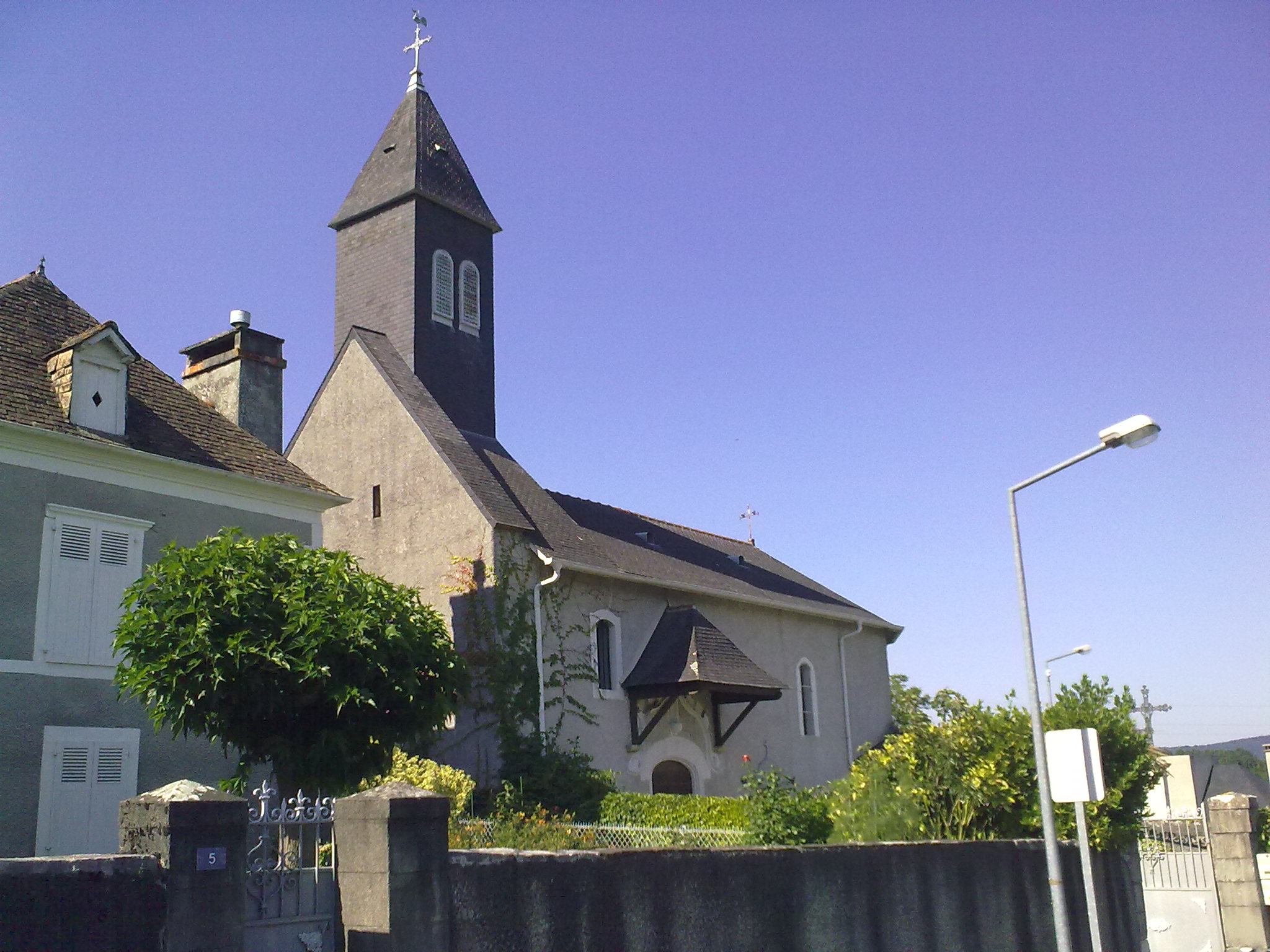
Церковь